# Hydroptila cheaha
Hydroptila cheaha är en nattsländeart som beskrevs av Harris 1991. Hydroptila cheaha ingår i släktet Hydroptila och familjen smånattsländor. Inga underarter finns listade i Catalogue of Life.